# Sinan (Name)
Sinan ist ein albanischer und türkischer männlicher Vorname arabischer Herkunft mit der Bedeutung „Die (eiserne) Speerspitze“, der auch als Familienname vorkommt.

## Namensträger

### Osmanische Zeit
- Sinan (~1490–1588), osmanischer Architekt
- Sinan Pascha, Personen dieses Namens bzw. Titels

### Vorname
- Sinan Akçıl (* 1982), türkischer Popmusiker, Musikproduzent und Songwriter
- Sinan Akdağ (* 1989), deutscher Eishockeyspieler
- Sinan Akdeniz (* 1994), schweizerisch-türkischer Fußballspieler
- Sinan Akkuş (* 1970), deutsch-türkischer Regisseur, Schauspieler, Filmproduzent und Drehbuchautor
- Sinan Albayrak (* 1973), türkischer Schauspieler
- Sinan Al Kuri (* 1979), deutscher Schauspieler
- Sinan Aygün (* 1959), türkischer Geschäftsmann
- Sinan Bakış (* 1994), deutsch-türkischer Fußballspieler
- Sinan Bolat (* 1988), belgisch-türkischer Fußballspieler
- Sinan Çetin (* 1953), türkischer Filmregisseur, Produzent und Schauspieler
- Sinan Gümüş (* 1994), türkischer Fußballspieler
- Sinan Hasani (1922–2010), jugoslawischer Politiker und albanischsprachiger Schriftsteller
- Sinan Kaloğlu (* 1981), türkischer Fußballspieler
- Sinan Kaplan (* 1994), deutsch-türkischer Fußballspieler
- Sinan Krause (* 1986), deutsch-irakischer Techniker
- Sinan Kurt (* 1996), deutscher Fußballspieler
- Sinan Kurt (Fußballspieler, 1995), deutsch-türkischer Fußballspieler
- Sinan Ören (* 1987), türkischer Fußballspieler
- Sinan Ören (Leichtathlet) (* 1998), türkischer Leichtathlet
- Sinan Sakić (1956–2018), bosnisch-serbischer Sänger
- Sinan Şamil Sam (1974–2015), türkischer Boxer
- Sinan Sofuoğlu (1982–2008), türkischer Motorradrennfahrer
- Sinan Turan (* 1985), türkischer Fußballspieler
- Sinan Turhan (* 1958), türkischer Fußballspieler und -trainer
- Sinan Yeşil (* 1972), türkischer Fußballspieler

### Familienname
- Hussain Sinan (* 1991), maledivischer Fußballschiedsrichter
- Marc Sinan (* 1976), türkisch-armenisch-deutschstämmiger Gitarrist

### Künstlername
- Sinan-G (* 1987), deutscher Rapper
- Rogelio Sinán (1902–1994), panamaischer Schriftsteller